# Palicourea flexiramea
Palicourea flexiramea är en måreväxtart som beskrevs av Julian Alfred Steyermark. Palicourea flexiramea ingår i släktet Palicourea och familjen måreväxter. Inga underarter finns listade i Catalogue of Life.